# Basi Sanresang
Der Basi Sanresang, auch Basi Kalyawo, Basi Kumpa, Bassi Kalyawo, Bassi Koempa, Bassi Sanresang, Poke-Tanjdjengang oder Poke-Tanjengang genannt, ist ein Speer aus Indonesien.

## Beschreibung
Der Basi Sanresang hat eine einschneidige, messerförmige Klinge. Der Rücken der Klinge verläuft leicht konvex gebogen, die Schneide ist leicht bauchig. Sie wird mit einer Angel am Schaft befestigt. Länge und Breite können variieren. Der Basi Sanresang wird von Ethnien aus Indonesien benutzt.